# Igreja de Nossa Senhora da Glória (Bombaim)
A Igreja de Nossa Senhora da Glória (em inglês: Gloria Church) é um templo católico situado no bairro de Bicula, Bombaim, Índia.
O edifício atual, de estilo neogótico inglês, foi inaugurado em 1913, sucedendo a uma das igrejas mais antigas de Bombaim. A igreja original foi construída antes de 1595 ou em 1632 por franciscanos portugueses no sopé da colina de Mazagão (Mazagaon), algumas centenas de metros do edifício atual, por iniciativa da família Souza e Lima, a quem foi concedida a posse da ilha de Mazagão em 1572. A velha igreja foi demolida em 1911.